# Cristina Grigoraș (gymnastique)
Pour les articles homonymes, voir Cristina Grigoraș.
Cristina Elena Grigoraș, née le 11 février 1966 à Satu Mare (Roumanie), est une gymnaste artistique est-roumaine. 

## Palmarès

### Jeux olympiques
- Moscou 1980
  -  médaille d'argent au concours par équipes
- Los Angeles 1984
  -  médaille d'or au concours par équipes

### Championnats d'Europe
- Madrid 1981
  -  médaille d'or au saut de cheval
  -  médaille d'argent aux barres asymétriques
  -  médaille d'argent au concours général individuel
  -  médaille de bronze au sol